# Mariakerk (Krewerd)

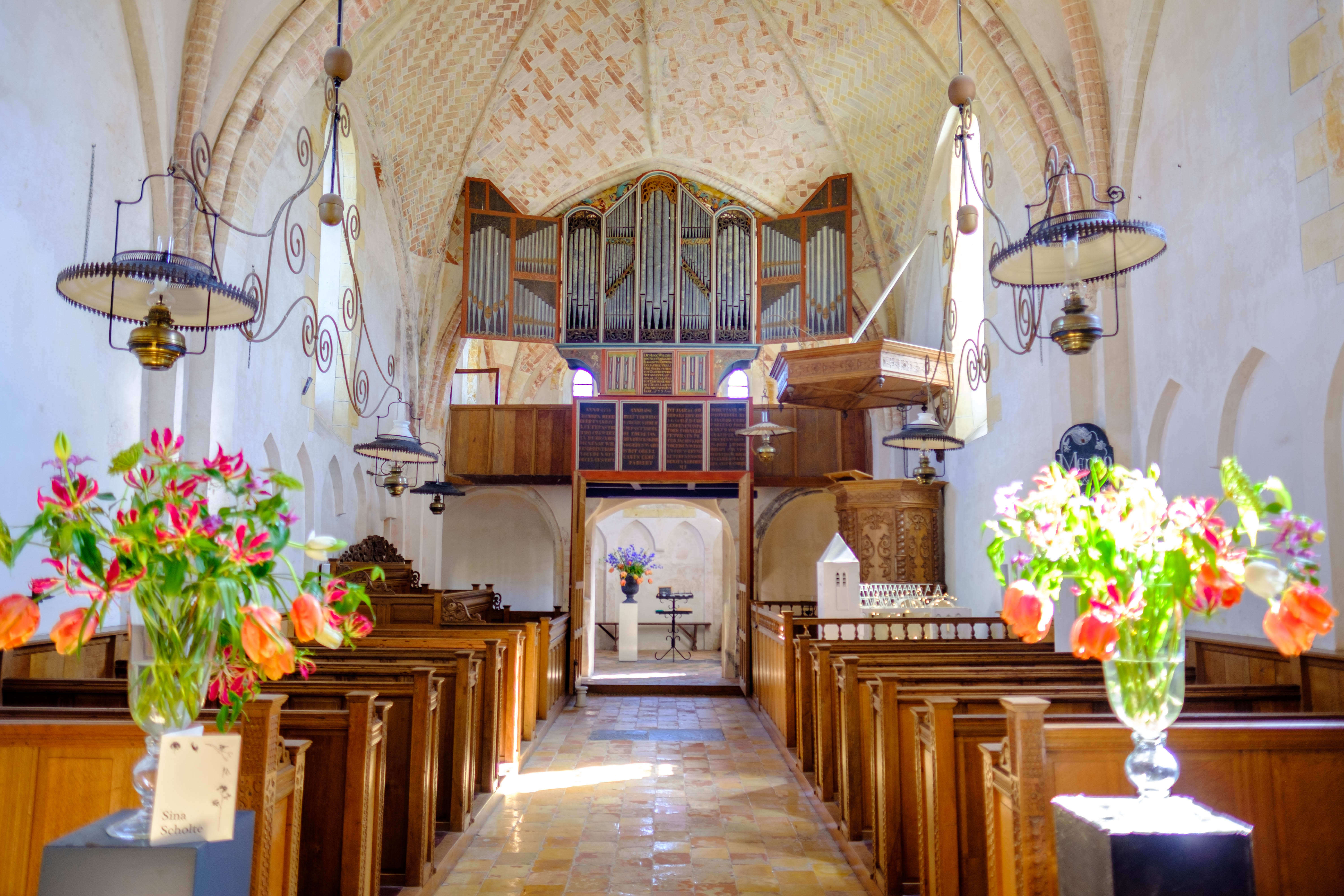
Interieur met het orgel

De Mariakerk is de romanogotische dorpskerk van het dorp Krewerd in de gemeente Eemsdelta in de Nederlandse provincie Groningen. De kerk staat op een verhoogd kerkhof en is vooral bekend vanwege de aanwezigheid van het oudste orgel van Groningen (1531) en het enige gemetselde doksaal van Nederland.

## Geschiedenis

### Stichting
De kerk werd gebouwd aan het einde van de 13e eeuw. In de Kroniek van Bloemhof wordt het stichtingsverhaal beschreven door de zogenoemde 'continuator' (=voortzetter; na Emo en Menko). Dit verhaal werd waarschijnlijk in het laatste kwart van de 13e eeuw opgetekend. De bouw van het kerkje hangt volgens de kroniek samen met de Steenhuizerborg die waarschijnlijk ten zuiden van de huidige kerk stond. Volgens de overlevering zou de rijke borgvrouw, weduwe Tyadeke (of Tjadeke), een belofte hebben gedaan toen haar enige zoon Menco (of Menko) ernstig ziek was. Zij beloofde dat -als haar zoon zou herstellen- zij een kapel zou bouwen op haar landerijen en jaarlijks een som geld zou schenken om de priester van te kunnen betalen. Haar zoon herstelde, maar vervolgens kwam zij haar belofte niet na. In plaats daarvan zocht zij een huwelijkspartner voor Menco. Menco trouwde met Tete, de dochter van deken Gayko van Loppersum, die aan haar vader (toen deze ziek was) eigenlijk had beloofd om het klooster in te gaan.

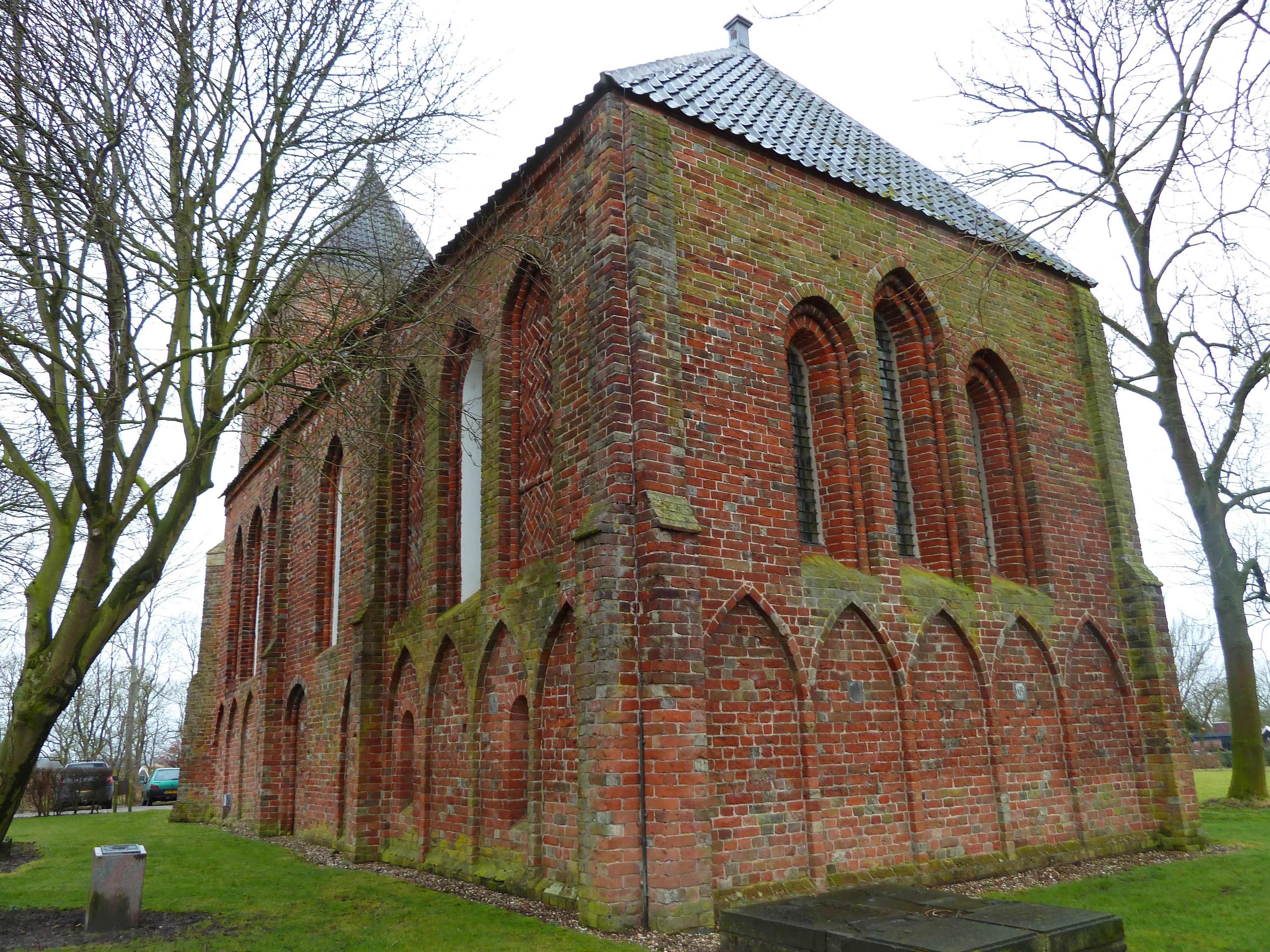
De kerk schuin van achteren gezien

Menco stierf echter kort daarop toen Tete zwanger was, waarop zij te vroeg beviel en het kind overleed. Tete keerde terug naar haar moeder Thialdis. Kort daarop werd ook Tete ongeneeslijk ziek en vererfde voor haar dood haar deel van de bezittingen aan het klooster Bloemhof. Daarop brak een ruzie uit over de nalatenschap van Menco tussen Tyadeke en Thialdis, die meende hierop aanspraak te kunnen maken. Daarop vroeg Tyadeke in 1280 toestemming aan de parochianen en priesters van de moederparochie Holwierde om de kapel alsnog bouwen als schenking aan het klooster Bloemhof van Wittewierum. Toestemming was nodig omdat de parochie Holwierde hierdoor een kwart van haar grondgebied en inkomsten verloor (Krewerd en Arwerd). Tyadeke wijdde de kerk aan de Heilige Maagd Maria: Dit is overigens de enige vermelding van Maria als patroonheilige van de kerk. De abt van Bloemhof zou op de schenking hebben gereageerd met "In nomine Jesu vivas et facias" ("Dat u in de naam van Jezus mag leven en handelen"). Als stichtster kreeg Tyadeke het collatierecht, maar hiervan deed ze afstand ten gunste van het klooster. Het waarschijnlijk niet helemaal op de werkelijkheid berustende verhaal vormt een voorbeeld van een hagiografie met de stichtelijke boodschap aan gelovigen dat God niet met zich en gedane beloften laat spotten en dat de leiding over een kerk na stichting dient te worden overgedragen aan de geestelijkheid.
De kerk werd gebouwd in de bloeiperiode van de romanogotische stijl ('rijpe' romanogotiek) en is een goed voorbeeld van de Groninger variant van deze bouwstijl. Het is een kleine zaalkerk van 25 bij 8 meter met een rechthoekig rechtgesloten priesterkoor. Het bakstenen gebouw bestaat uit een beuk van drie traveeën diep, die van elkaar worden gescheiden door lichte steunberen. Alle vensters van de kerk zijn voorzien van kraalprofielen. De vensters van de eerste en derde travee boven de spitsbogen worden afgewisseld door met siermetselwerk versierde nissen. In de middelste travee bevond zich vroeger de zuidingang en in de westelijke travee de noordingang. De geleding van de muren bestaat uit een wat hogere bovenzone en een wat lagere benedenzone, die versierd is met spitsbogige spaarvelden. In de kerksluiting werden drielichtvensters geplaatst. In tegenstelling tot de meeste kerken werd de (mogelijk vroeger dubbele) piscina niet in de zuidoosthoek, maar in de noordoosthoek van het koor aangebracht. Aan noordzijde van het koor bevond zich het ingebouwde sacramentshuisje, waar vroeger de hostie werd bewaard. Alleen de dorpel van het sacramentshuisje is tegenwoordig nog aanwezig. De bakstenen van de kerk werden in lijn met de trend van die tijd met baksteengruis rood gesausd. Daartussen werden witte imitatievoegen aangebracht aan de buitenzijde.
Rond 1300 (dus kort na de bouw) werden meloenvormige koepelgewelven imitatiesiermetselwerk aangebracht in de kerk. Deze gewelven werden beschilderd met decoratieve patronen, die bij elkaar komen door middel van een sluitring met een rozet en een viertal driepassen (zie: afbeelding). Ook verrees toen het doksaal. De achterwand van het doksaal verrees waarschijnlijk iets na 1300.

### Verbouwingen

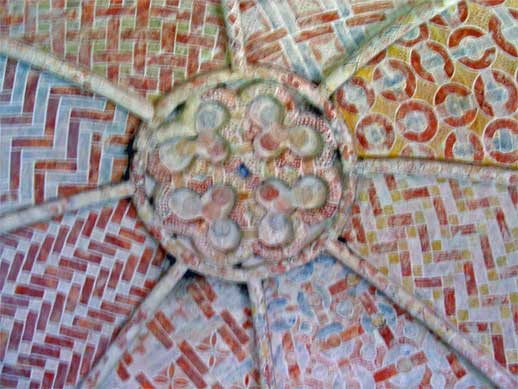
Gewelf met sluitring en rozet in de Mariakerk

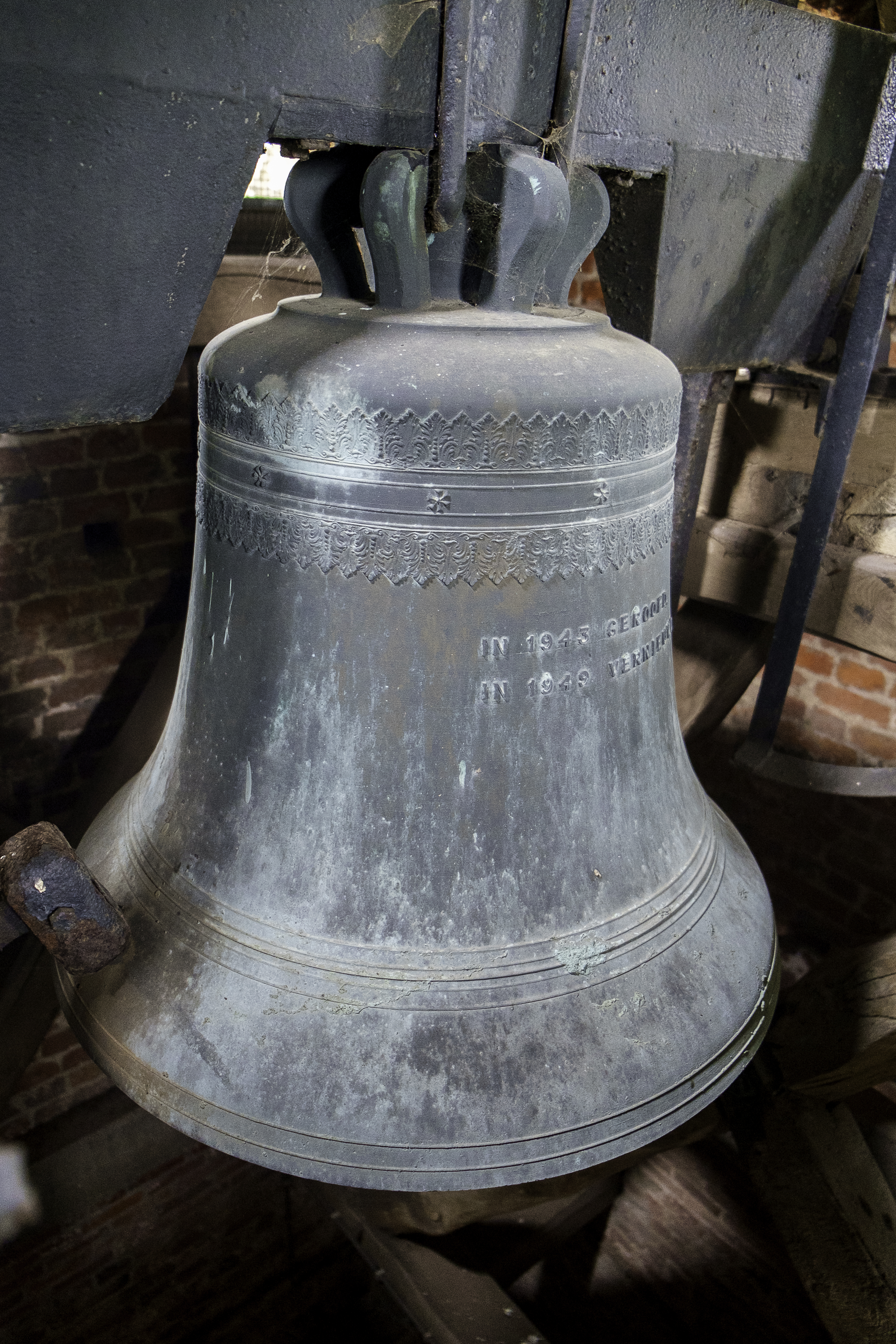
Klok uit 1949

Eind 14e eeuw werd de kerk verbouwd. Het westelijke gewelf van het schip werd toen herbouwd in een zeer eenvoudige gotische vorm, zodat de kerk sindsdien twee romanogotische gewelven (met 8 ronde gewelfribben) en een gotisch kruisribgewelf heeft. Het gotische gewelf werd bij de bouw voorzien van een eenvoudige schildering op een witte achtergrond. Mogelijk werden bij deze verbouwing ook de kerkmuren voorzien van wijdingskruisen, maar dit kan ook tijdens een andere verbouwing zijn gebeurd.
Rond 1400 werd een gotische kerktoren tegen de westzijde gebouwd. In de tweede geleding van de toren werd een groot spitsboogveld aangebracht en aan de noordzijde een meerzijdige traptoren. Waarschijnlijk werd de kerk vlak na de bouw van de toren wit gesausd. De kerk werd toen van binnen voorzien van gotische vlechtmotieven; geometrische figuren op de ribben van de gewelven en losse bloem- en bladranken in de vlakken daartussen. In 1531 werd het orgel geplaatst op het doksaal (zie doksaal en orgel).
Bij de reductie kwam de kerk in protestantse handen. Mogelijk werd toen de bremer zandstenen plaat voor de ingang gelegd. Waarschijnlijk was dit het vroegere altaar, dat zo symbolisch met 'de voeten getreden' werd als symbool van het 'oude geloof'. De kerkgemeente werd daarop gecombineerd met die van Jukwerd, maar na ongeveer 20 jaar werd Krewerd weer een zelfstandige gemeente.
Rond 1660 werd de huidige sobere preekstoel en het omringende eenvoudige doophek geplaatst. De kuip van de preekstoel bevat gesneden barok-boogpanelen, waarvan de wangstukken zijn opengewerkt. De boogpanelen bevatten versieringen met onder andere drakenkoppen. Op de hoeken van de kuip staan getordeerde zuilen. De preekstoel bevat verder een gesneden kapstokbord en een klankbord. De preekstoel was vroeger wit geschilderd, maar werd bij de restauratie eind jaren 1960 weer in houtkleur geschilderd. Eveneens uit het derde kwart van de 17e eeuw stamt de herenbank voor de collatoren, die eveneens versierd is met drakenkoppen en verder een gesneden bekroning en hoekvullingen heeft. Naast de herenbank bevinden zich nog een aantal banken met gesneden lijsten in de kerk. Op de grond van de kerk liggen ook een zestal 17e-eeuwse grafzerken van predikanten, waarvan die van dominee Carolus Reneman (overleden 1646) de oudste is.
De eerder genoemde herenbank draagt het wapen der Ripperdas, waarvan de tak uit Oosterwijtwerd primarius collator (meerderheid van stemmen bij verkiezing predikant) was van de kerk; althans in 1710. Uit dat jaar dateert de avondmaalsbeker van de kerk met het opschrift "Kerkebeker gemaek als de Hoogh Ed Welgeb vrou Josina Maria Ripperda vrou van Oosterwytwert etc. primaria collatrix was te Crewert 1710". De avondmaalsbeker werd begin 20e eeuw wegens financiële problemen verkocht door de kerk en bevindt zich nu in het Museum Stad Appingedam. Later verkreeg Ripperda zelfs het recht van unicus collator. Dit recht werd later vererfd op de familie Rengers uit Farmsum en vervolgens op Johan Hora Siccama uit Harkstede, die de rechten uiteindelijk in 1837 verkocht aan de kerk. De Ripperda's hebben het collatierecht zich onder andere toegeëigend met behulp van een valse oorkonde, zogenaamd uit 1246 en die afkomstig zou zijn van Ludolf, de bisschop van Münster. Deze oorkonde beweert dat voorvaderen van de Ripperda's de kerk zouden hebben gesticht, waarmee de familie zich ten onrechte lange tijd kon verzekeren van het lucratieve collatierecht.
Waarschijnlijk in 1782 werd de toren gerestaureerd, waarbij het zadeldak werd vervangen door een tentdak, galmgaten werden aangebracht en het oorspronkelijke uurwerk werd vervangen door een nieuwe van de Groningse uurwerkmakerij Veenstra. De gemetselde gevel van het koor werd toen vervangen door een wolfsdak. Ook werd toen waarschijnlijk aan westzijde de ingang van de kerk gemaakt, blijkens een jaartal boven deze ingang. Ten slotte werden ook mogelijk bij deze verbouwing de grafrijstenen aangebracht in de muur. In de 19e eeuw werd de oostelijke topgevel van de kerk bij het vernieuwen van het dak van de kerk gesloopt en vervangen door een dakschild. Rond 1920 werd het huidige torenuurwerk geplaatst. In 1943, tijdens de Tweede Wereldoorlog, werd de oude klok door de Duitsers gestolen uit de toren en omgesmolten. In 1949 werd een nieuwe klok in de toren geplaatst.

### Recente geschiedenis
In de loop van de 19e eeuw nam het aantal kerkbezoekers zover af dat in 1888 de kerkgemeente weer werd gecombineerd met die van Jukwerd. In 1905 werd Krewerd weer een zelfstandige gemeente. Het aantal kerkgangers daalde echter verder doordat de kerkgemeente vrijzinnig hervormd was en veel inwoners van het dorp juist gereformeerd of rechtzinnig en daarom elders naar de kerk gingen. Het onderhouden van een predikant alleen bleek te duur voor de kleine kerkgemeente zodat deze reeds in 1935 opnieuw gecombineerd werd met Jukwerd. Later sloot ook de kerkelijke gemeente van Appingedam zich aan bij dit samenwerkingsverband. Begin jaren 1960 was het aantal kerkgangers in Krewerd echter zover gedaald dat besloten werd om de kerk te verlaten. In 1973 werd de kerkgemeente gecombineerd met die van Holwierde.
Met het verval en uiteindelijke verdwijnen van de kerkgemeente verviel de kerk langzamerhand steeds verder. In 1967 was de kerk zover vervallen dat brokken steen uit de muur vielen, kerkdiensten onmogelijk werden en gevaar dreigde voor de omgeving van de kerk. In het dorp waren vooral voorstanders te vinden voor sloop van de kerk, waarbij het orgel zou worden verkocht. De toenmalige kerkvoogd, boer Marten Alje Bos, zette echter een restauratie op poten en wist zich daarbij gesteund door vele anderen, onder wie Piet Brons, de toenmalige burgemeester van Bierum, waaronder Krewerd viel. De kosten kwamen voor 55% van rijksmonumentenzorg, 10% van de provincie Groningen, 30% van de gemeente Bierum en 5% van de inwoners van Krewerd. Hierdoor kon de kerk kon worden gerestaureerd tussen 1968 en 1971 onder leiding van de Zuidhorner ingenieur Piet Benjamin Offringa. In 1983 werden kerk en toren overgedragen aan de Stichting Oude Groninger Kerken. Er worden tegenwoordig geen diensten meer gehouden. Wel is er af en toe een orgelconcert.

## Doksaal en orgel

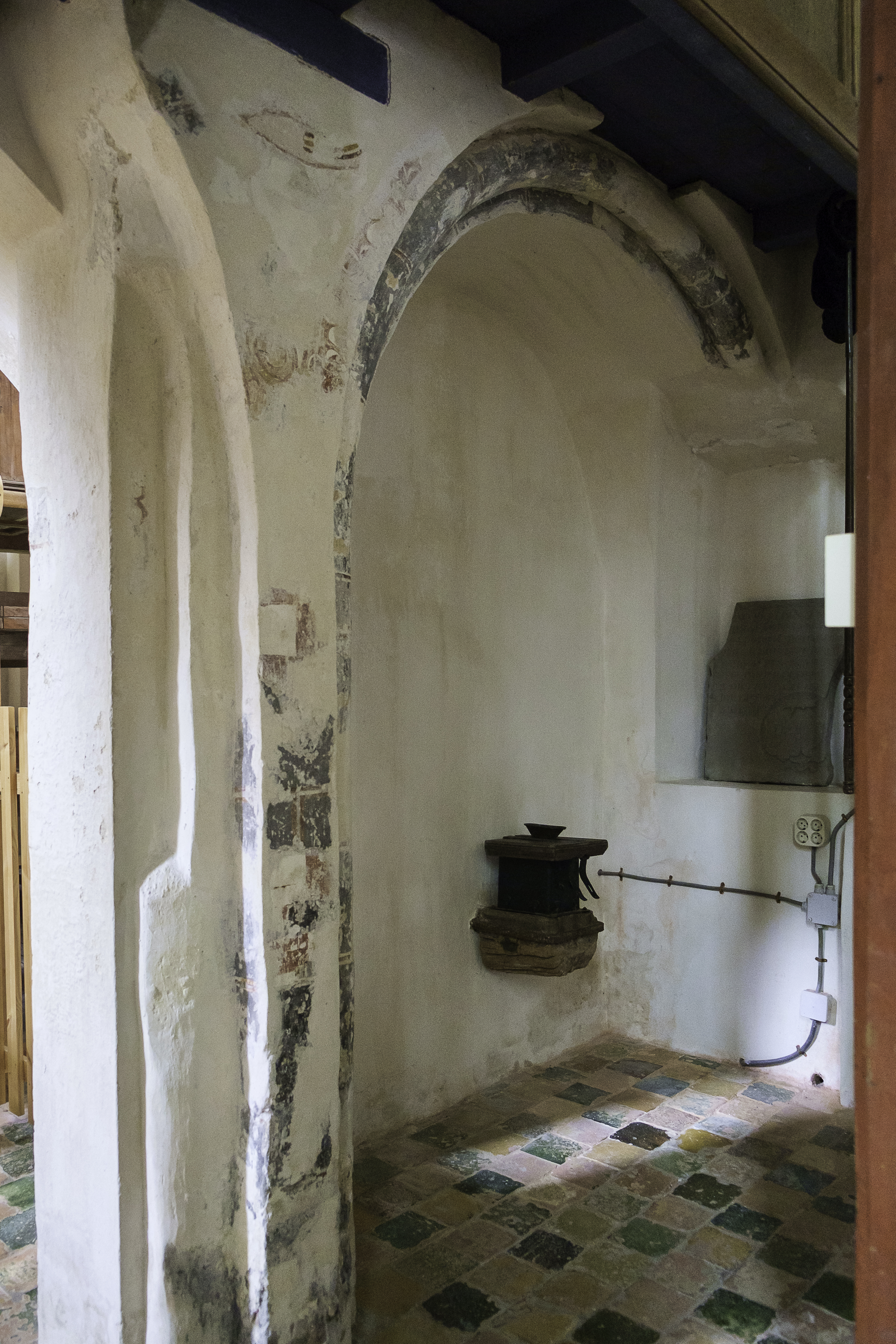
Doksaal

De kerk is bekend vanwege haar gemetselde doksaal en oude orgel. Het orgel is het oudste van Groningen en het op een na oudste nog bespeelbare orgel van Nederland na het koororgel van Jan van Covelens uit 1511 in de Grote of Sint-Laurenskerk van Alkmaar.
Rond 1300 kreeg de kerk een gemetseld halfopen doksaal met een arcade van drie gepleisterde bogen. De middelste boog bood toegang tot het koor, onder de beide andere bogen zal waarschijnlijk een zijaltaar hebben gestaan. De achterwand van het doksaal verrees waarschijnlijk iets na 1300 en werd met halfronde tongewelfjes verbonden met het doksaal.
Iets na 1500 werd het doksaal verlaagd (bijgehakt) om plaats te maken voor een orgel. De verlaging van het doksaal is onder andere te zien aan de middelste boog van het doksaal, die oorspronkelijk een zuivere rondboog was, maar waarvan de kop werd afgehakt voor de plaatsing van het orgel. Mogelijk omdat het orgel het zicht op het koor en het hoogaltaar grotendeels wegnam, werden in de tussenmuurtjes van het doksaal vensters aangebracht, zodat de kerkgangers toch nog enig zicht hierop konden houden. De functie van deze vensters is echter onzeker en mogelijk dateren ze dan ook van voor de verbouwing van het doksaal. Volgens Kroesen zouden dit squints zijn. Het is het enige gemetselde doksaal van Nederland dat gespaard gebleven is.
In 1531 werd het gotische renaissanceorgel geplaatst in een houten galerij op het doksaal door een onbekende orgelbouwer. Deze orgelbouwer was waarschijnlijk afkomstig uit de regio gezien hij in het orgel zowel kenmerken uit de late gotiek als uit de renaissance verwerkte. Ook beschilderde hij de orgelluiken met pijpwerk om zo het orgel groter te doen lijken. De orgelbouwer maakte voor het orgel gebruik van 15e-eeuwse orgelpijpen. In het Krewerder orgel en in de dubbele doksaaldeuren bevinden zich briefpanelen. In de doksaaldeuren is tevens snijwerk uit de vroege renaissance aangebracht met medaillons.
Het orgel werd beschilderd in 1634. Op de panelen bij het orgel wordt vermeld dat er in de jaren 1620, 1687, 1731 en 1857 vernieuwingen en reparaties hebben plaatsgevonden. Er zijn echter meer jaren waarin aan het orgel werd gewerkt. In 1731 werd het orgel gerepareerd door Nicolaas Adolf Willenbrock, in 1775, 1807 en 1844 door leden van de orgelfamilie Lohman, in 1857 door Herman Eberhard Freytag en tussen 1972 en 1975 door Albert Hendrik de Graaf. Bij deze laatste restauratie werden in de blaasbalg 15e-eeuwse fragmenten van perkament met teksten over de Armeense heilige Blasius van Sebaste aangetroffen. Door de restauratie van de kerk ontstond echter ook schade aan de blaasbalg doordat deze verkeerd was opgeslagen en de nieuw aangebrachte verwarming bleek slecht uit te pakken voor het orgel. Nieuwe reparaties vonden plaats in 1987 door de orgelbouwers Reil.
De dispositie van het orgel werd voor het eerst beschreven in het boek van Nicolaus Arnoldi Knock uit 1788. Vanwege zijn historische aard wordt het orgel vaak gebruikt voor concerten van oude muziek.

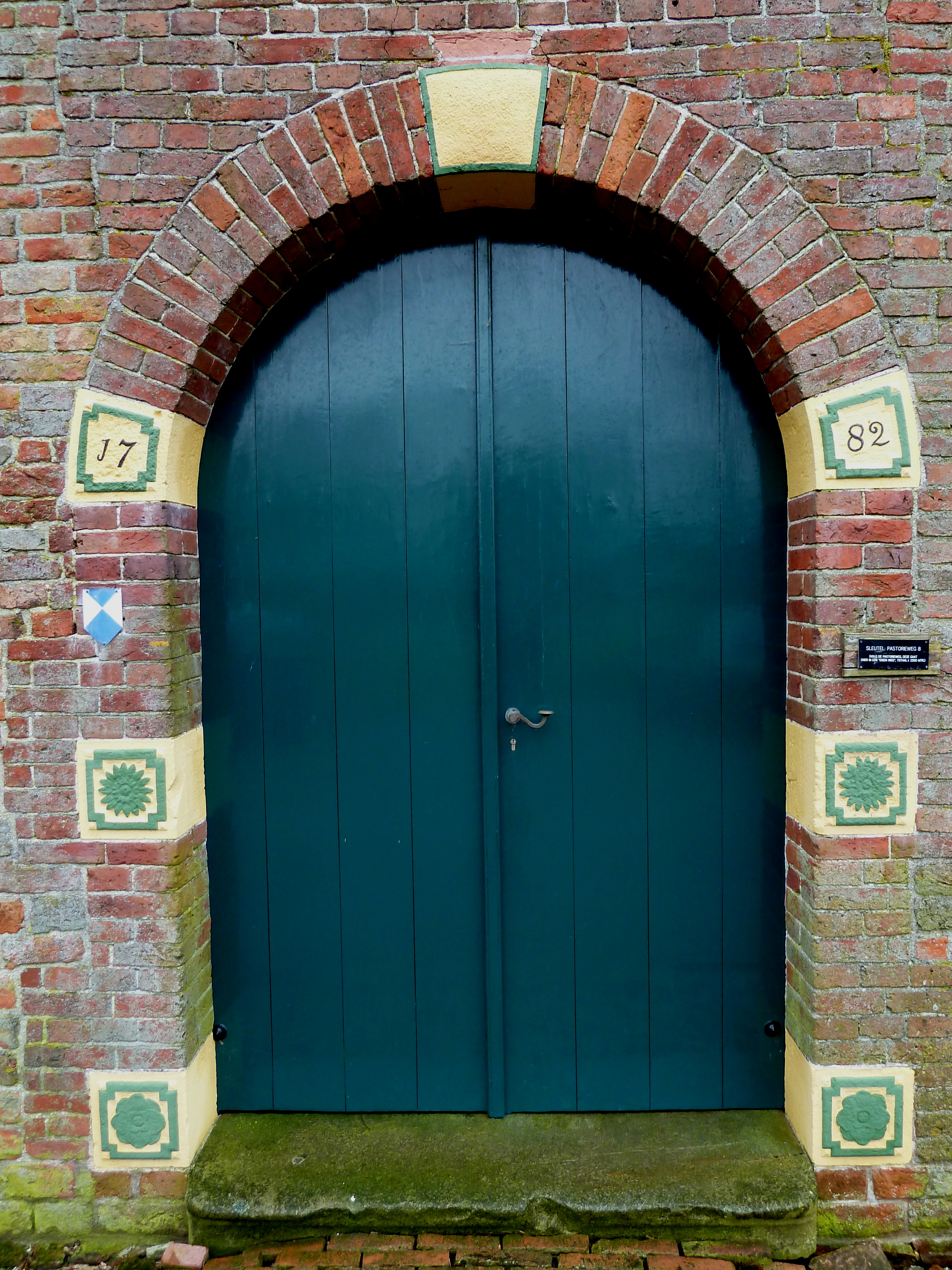
Entree van de kerk met verbouwingsjaar 1782
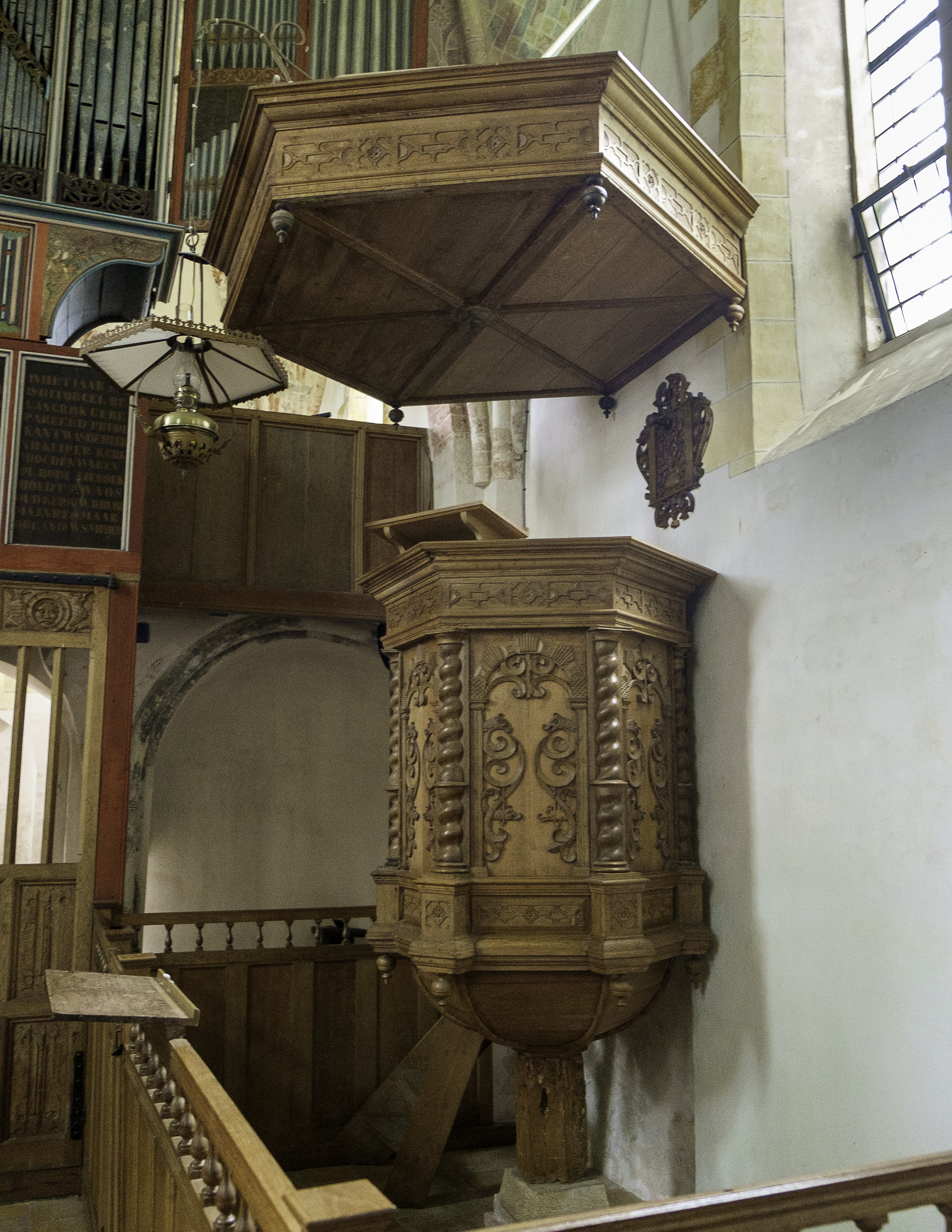
Preekstoel
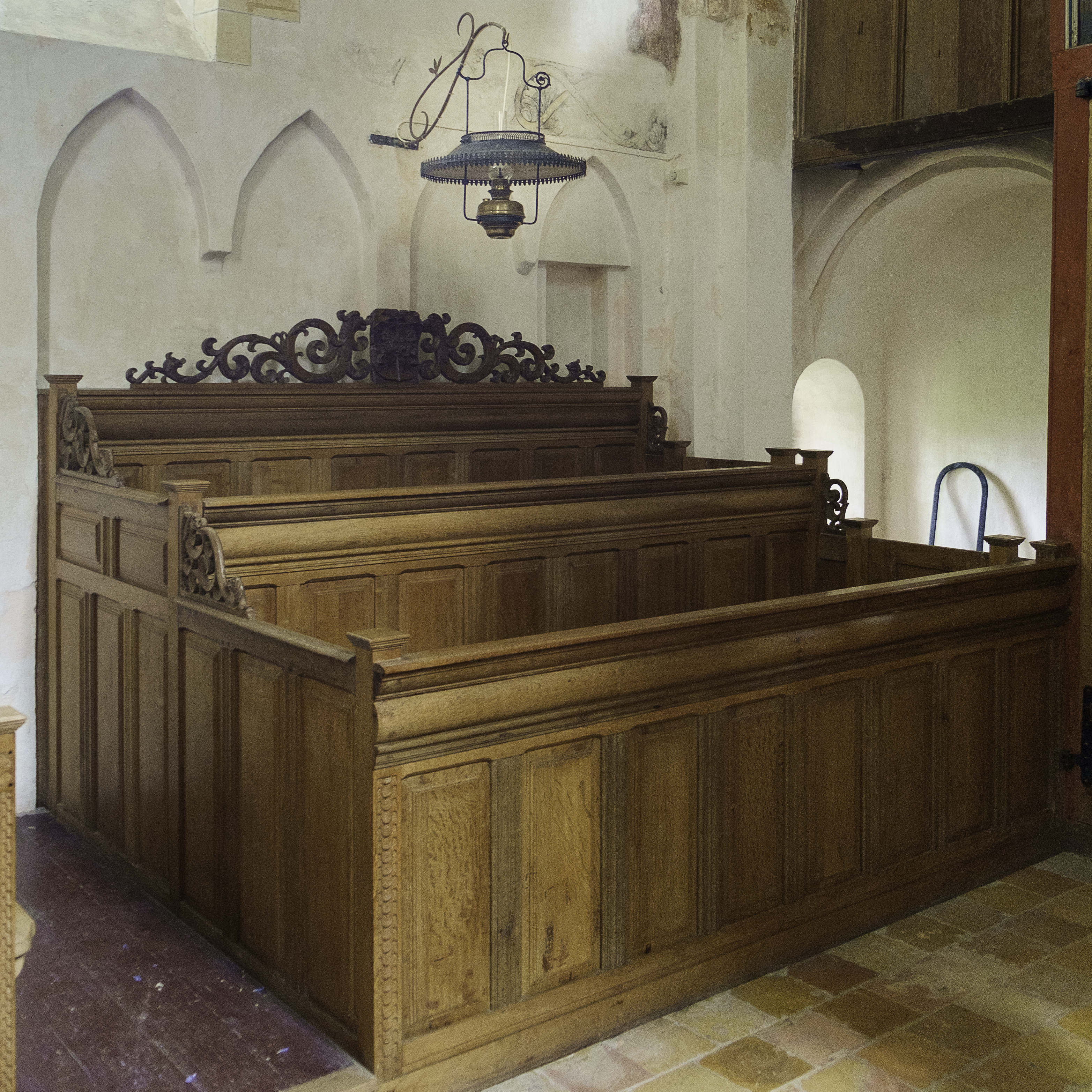
Herenbank
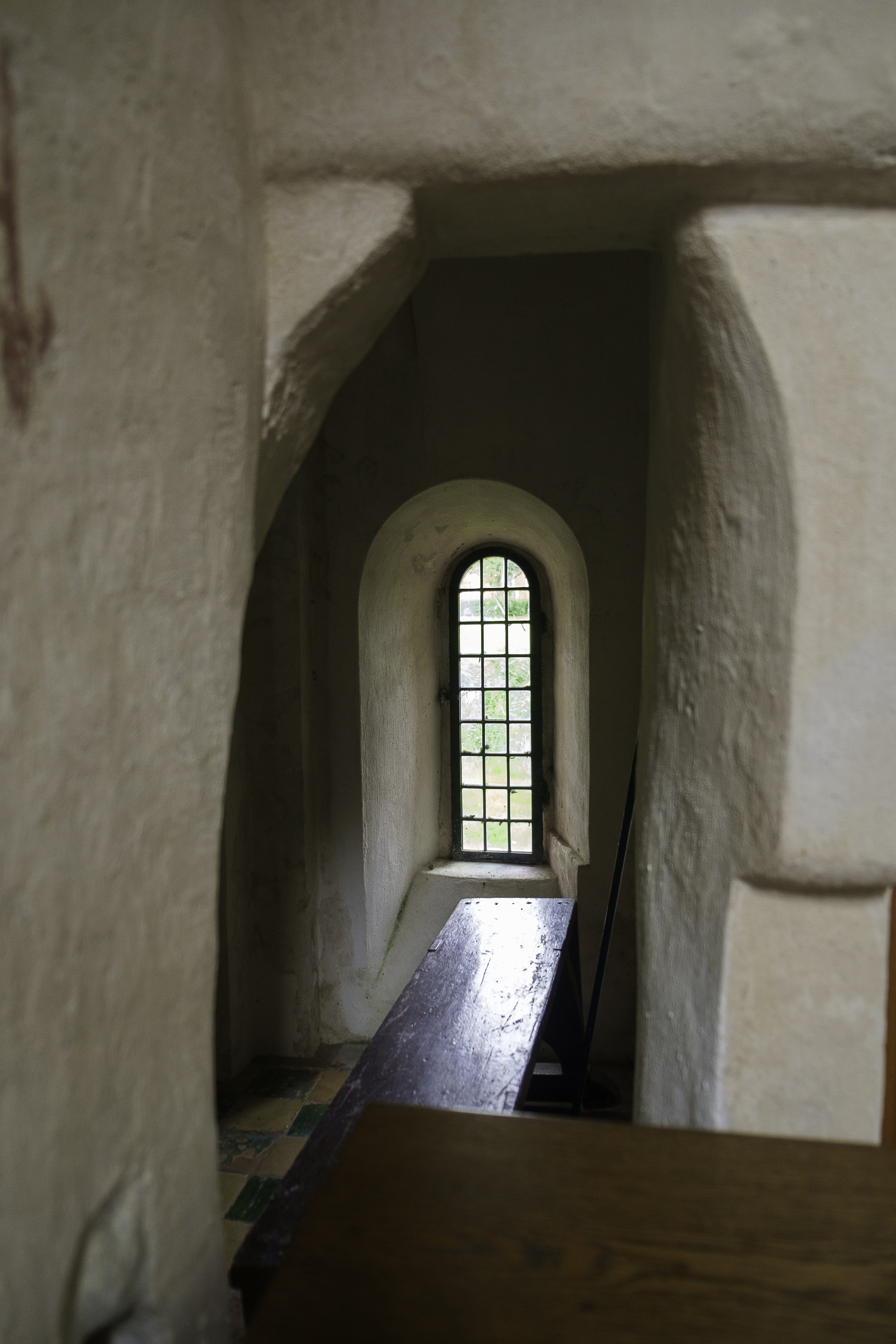
Squint in het doksaal
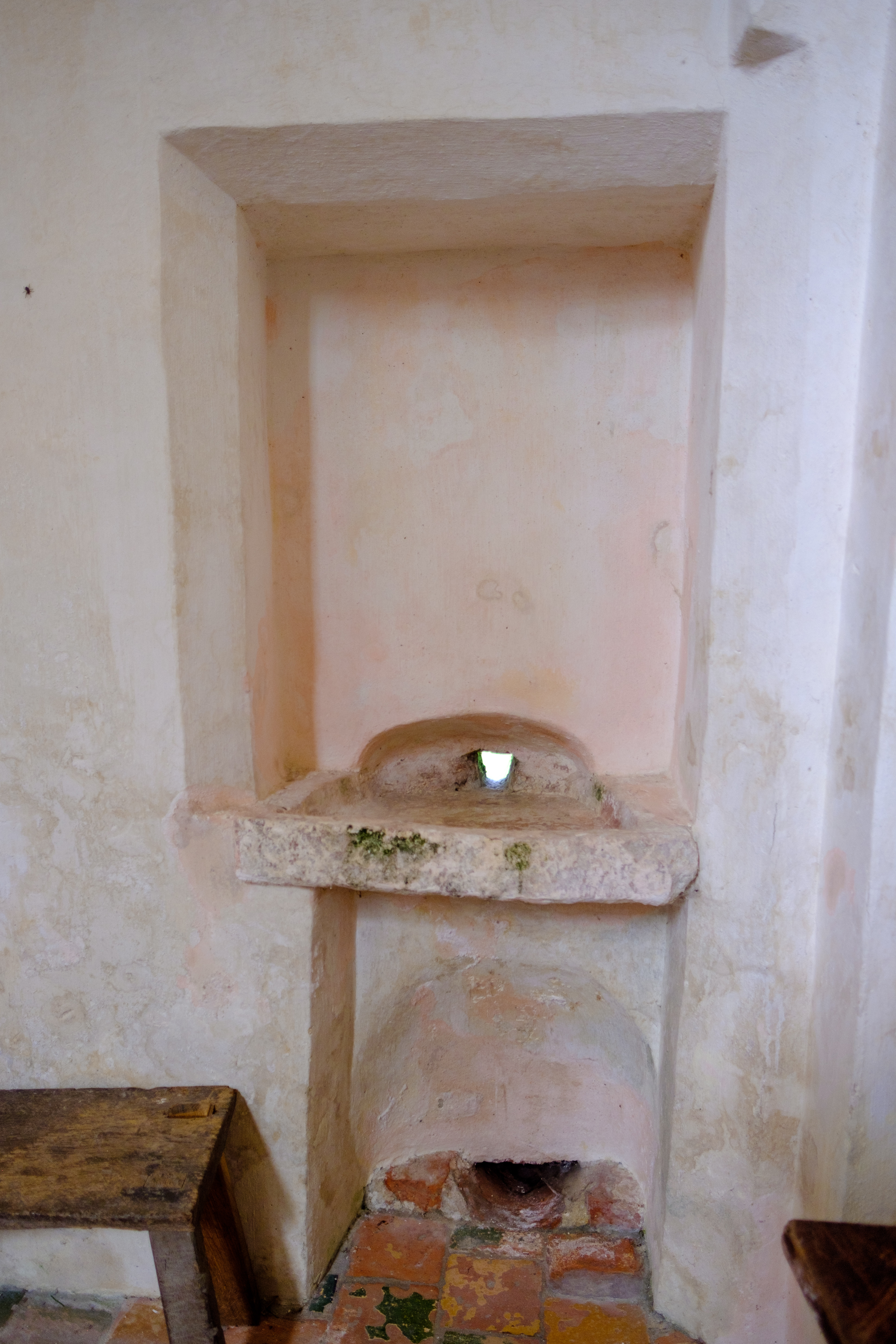
Sacramentsnis
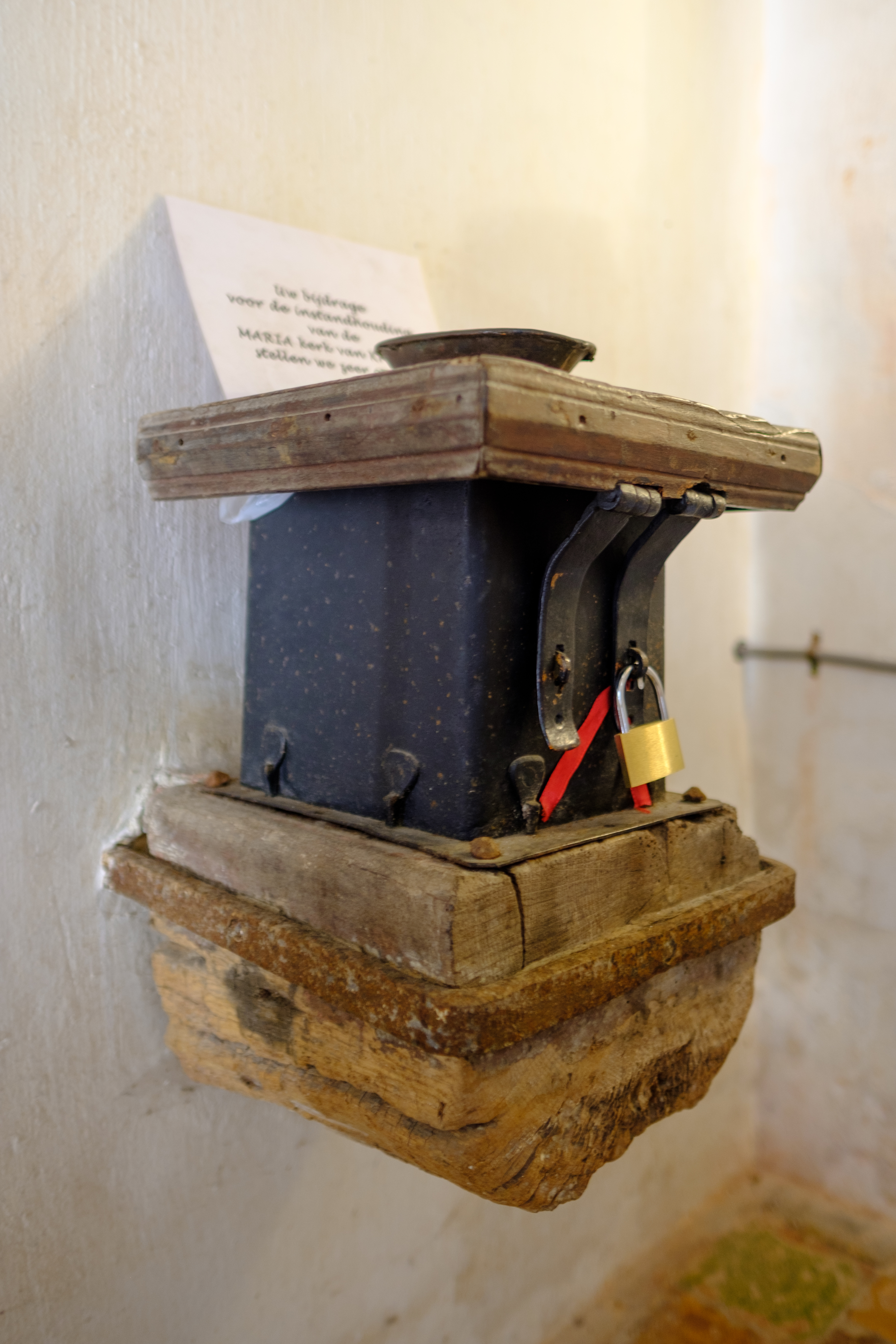
Offerblok onder het doksaal
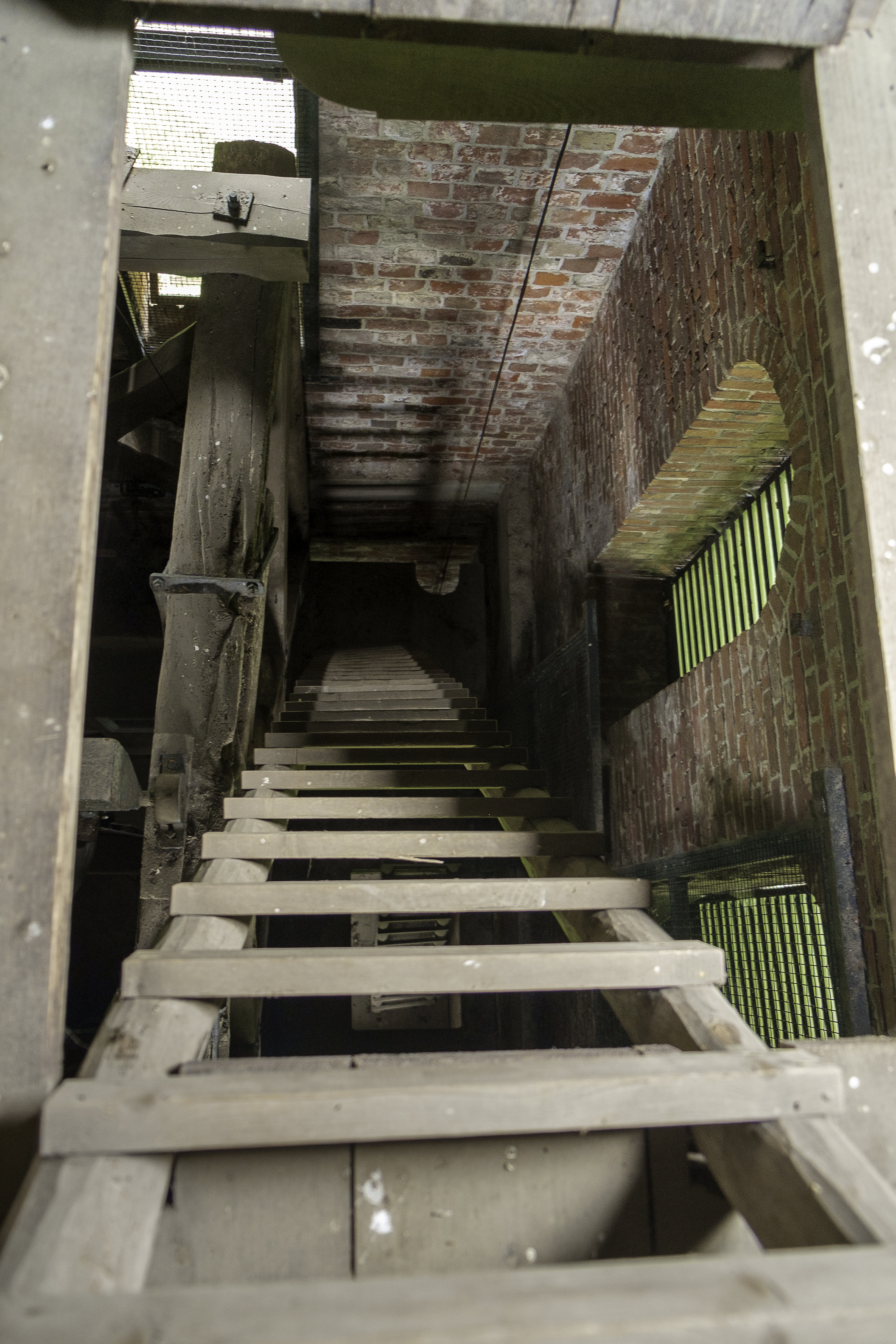
Binnenzijde toren naar beneden gezien